# Beep line
En telefonía, las beep lines (líneas de pitido, líneas sonoras o líneas bip) eran conferencias telefónicas improvisadas alojadas en señales de ocupado, tonos de prueba en bucle o ciertos números de servicios de información automatizados, activos en los Estados Unidos desde mediados de la década de 1950 hasta mediados de la década de 1980. Estas líneas permitían a las personas que llamaban comunicarse con hasta docenas de otras personas simultáneamente, las conversaciones a menudo puntuadas por el tono de ocupado «bip» y el mensaje de intercepción que lo acompaña. Tales líneas fueron consecuencia de la naturaleza electromecánica de los equipos de conmutación dentro de las oficinas centrales de la red telefónica conmutada pública de uso generalizado en ese momento. Algunos periodistas han percibido las líneas de pitido como las primeras redes sociales.

## Historia
Durante la mayor parte del siglo XX, las llamadas generalmente se realizaban en la red telefónica conmutada pública a través de equipos de conmutación electromecánicos. Cuando una persona que llamaba marcaba un número que estaba ocupado o permanentemente no disponible, la oficina central de su operador desviaría la llamada entrante a un circuito en el que se producía el tono de señal de ocupado. A estos circuitos de señal de ocupado no se les cortó la ruta de voz y, como resultado, si dos o más personas alcanzaron la misma señal de ocupado, podrían hablar entre sí y mantener una conversación sobre el sonido de la señal de ocupado. La mayoría de los participantes eran adolescentes que utilizaban estas líneas para mantener conversaciones informales con extraños en su localidad, así como para recoger los números de teléfono de posibles citas. Las líneas de pitido también fueron un lugar popular para los phreaks telefónicos, o personas que deliberadamente experimentaron y exploraron las redes telefónicas públicas, durante la década de 1970.: C1 
Este fenómeno de conferencias telefónicas improvisadas era conocido entre los trabajadores de las compañías telefónicas desde mediados de la década de 1950 y publicado por primera vez por The Idaho Statesman en 1961, donde llamaron al fenómeno «moondialing». Como las oficinas centrales no enviaban supervisión de respuesta a las señales de ocupado, las conversaciones alojadas en estas llamadas «líneas sonoras» eran gratuitas en la mayoría de los casos.
Un punto común de descubrimiento para la línea de pitidos en la década de 1960 fueron los segmentos de llamadas entrantes de los programas de radio. Como docenas de personas que llamaron intentaron comunicarse con el DJ o el presentador del programa de entrevistas al mismo tiempo, muchas alcanzaron invariablemente una señal de ocupado, a través de la cual podían hablar con otras personas cuyas llamadas fueron desviadas.: 2–3  Otro punto de entrada eran los números permanentemente no disponibles o los números de prueba circulares destinados al uso interno de la compañía telefónica.: C1  Estos números a menudo se difundían de boca en boca o se publicaban en semanarios locales orientados a los adolescentes. Las líneas de pitidos demostraron ser contagiosamente populares en las décadas de 1960 y 1970; por ejemplo, New England Telephone en 1963 informó un fuerte aumento en las llamadas con señal de ocupado en una semana (de 1495 a 27 928) después de que se publicara un número de línea bip en un semanario para adolescentes, según la revista Time.
El ritmo de las conversaciones alojadas a través de la línea de pitido a menudo era entrecortado y monosilábico si la maquinaria que generaba el tono de ocupado era particularmente fuerte. El número de llamantes simultáneos en líneas bip en un momento dado podría estar entre 30 y 40 o potencialmente más.: 1  Si bien las líneas de pitido inicialmente no eran ilegales en los Estados Unidos, las compañías telefónicas las miraban con malos ojos debido a su potencial para sobrecargar una línea troncal principal en una oficina central, evitando un servicio de teléfono normal para un área determinada y que podría provocar cortes en líneas críticas como hospitales y servicios de emergencia.: 1  Algunas medidas dentro de las oficinas centrales para anular las líneas sonoras incluyeron hacer que el tono de ocupado fuera más fuerte o aumentar las interrupciones por minuto del tono, para disgusto de las personas que llamaban regularmente y que encontraban estos nuevos tonos desagradables.: 2  Otras acciones incluyeron la implementación de dispositivos dentro del equipo de conmutación electromecánica, como resistencias, para inhibir la ruta de la voz; reenrutar las señales de ocupado o los números en bucle; o actualizando el equipo de la oficina central a sistemas de conmutación electrónica (ESS). Estas medidas eran costosas de implementar en ese momento y, a menudo, no servían de nada, ya que los entusiastas de la línea de pitidos pasaban por líneas de pitidos secretas o se conectaban a centrales distantes con equipos de conmutación electromecánicos más antiguos y hablaban allí.
Las líneas de pitidos prácticamente desaparecieron a mediados de la década de 1980 cuando la gran mayoría de las oficinas centrales completaron la conversión de sus equipos a sistemas de conmutación electrónica.